# Chienne de vie (film, 1991)
Pour les articles homonymes, voir Chienne de vie.
Pour plus de détails, voir Fiche technique et Distribution.
Chienne de vie (Life Stinks) est une comédie de Mel Brooks réalisée en 1991.

## Synopsis
Riche et arrogant, Goddart Bolt rêve de voir son nom briller au panthéon en construisant dans le quartier le plus pauvre de Los Angeles un gigantesque complexe immobilier. Mais son rival, Vance Crasswell, caresse lui aussi le même dessein et lui lance un défi fou, vivre trente jours dans ces quartiers miséreux, sans argent, sans papier et sans aide extérieure. Goddart accepte.

## Fiche technique
- Titre original : Life Stinks
- Titre francophone : Chienne de vie
- Réalisateur, producteur et scénariste : Mel Brooks
- Musique : John Morris
- Photographie : Steven Poster
- Format : 88 minutes
- Genre : Comédie
- Pays de production :  États-Unis
- Langue : anglais
- Dates de sortie :
  - France : 15 mai 1991 (Festival de Cannes) puis 14 août 1991 (sortie nationale)
  - États-Unis : 26 juillet 1991

## Distribution
- Mel Brooks (VF : Serge Lhorca) : Goddard Bolt
- Lesley Ann Warren (VF : Frédérique Tirmont) : Molly
- Jeffrey Tambor (VF : Pierre Hatet) : Vance Crasswell
- Stuart Pankin (VF : Hervé Bellon) : Pritchard
- Howard Morris (VF : Pierre Baton) : Sailor
- Teddy Wilson (VF : Robert Liensol) : Fumes
- Michael Ensign (VF : Jean-Claude Robbe) : Knowles
- Matthew Faison (VF : Yves Barsacq) : Stevens
- Billy Barty : Willy
- Brian Thompson (VF : Patrick Préjean) : Victor
- Raymond O'Connor (en) (VF : Jean-François Vlérick) : Yo
- Carmine Caridi (VF : Jean-Claude Sachot) : le propriétaire du motel
- Rudy De Luca (VF : Mario Santini) : J. Paul Getty
- Marvin Braverman (VF : Hervé Caradec) : le Dr Kahahn
- Robert Ridgely (VF : Raymond Baillet) : Fergueson
- Johnny Cocktails (VF : Jean-Jacques Nervest) : le clochard, mangeur de burrito
- James Mapp (VF : Georges Aubert) : l'aveugle